# Keyesville (Kalifornien)
Keyesville (früher Keysville und Hogeye) ist eine Unincorporated Community im Kern County, Kalifornien, USA. Keyesville liegt in den Greenhorn Mountains, etwa 2 Meilen (3,2 km) westlich des Lake Isabella. Benannt ist der Ort nach Richard M. Keyes, der hier 1853 Gold entdeckte.

## Geschichte
1853 wurde hier von Richard M. Keyes Gold entdeckt, und der Ort wurde zu einem Zentrum des Goldrauschs in Südkalifornien (Kern River Gold Rush). Am 19. April 1863 kam es in der Nähe des Ortes zum Massaker von Keyesville an lokalen Ureinwohnern. Die Gemeinde ist als California Historical Landmark #98 registriert.